# Estação de transferência

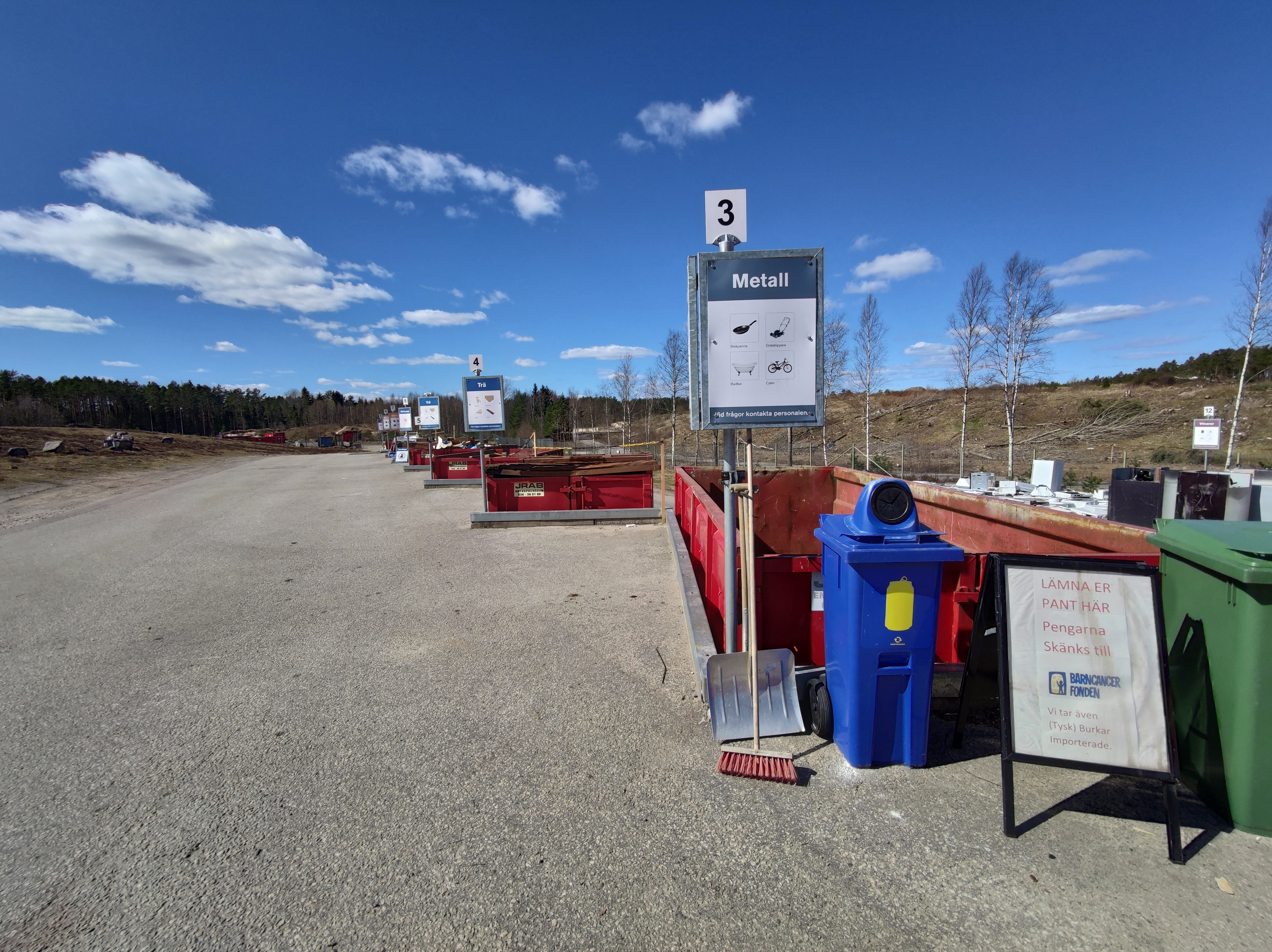
Centro de reciclagem na Suécia

Em termos gerais, uma estação de transferência é uma instalação devidamente preparada para o armazenamento temporário de resíduos, onde são armazenados antes de seguirem para o seu próximo destino, que pode tanto ser uma estação de triagem, um aterro ou mesmo uma incineradora. Pretende-se assim optimizar o sistema de recolha e tratamento, em termos de racionalização de meios como de minimização de impactos ambientais.